# Помикув (Опочинський повіт)
Помикув (пол. Pomyków) — село в Польщі, у гміні Посвентне Опочинського повіту Лодзинського воєводства.
У 1975-1998 роках село належало до Пйотрковського воєводства.